# Urfttal mit Seitentälern südlich Nettersheim
Koordinaten: 50° 28′ 10″ N, 6° 36′ 55″ O

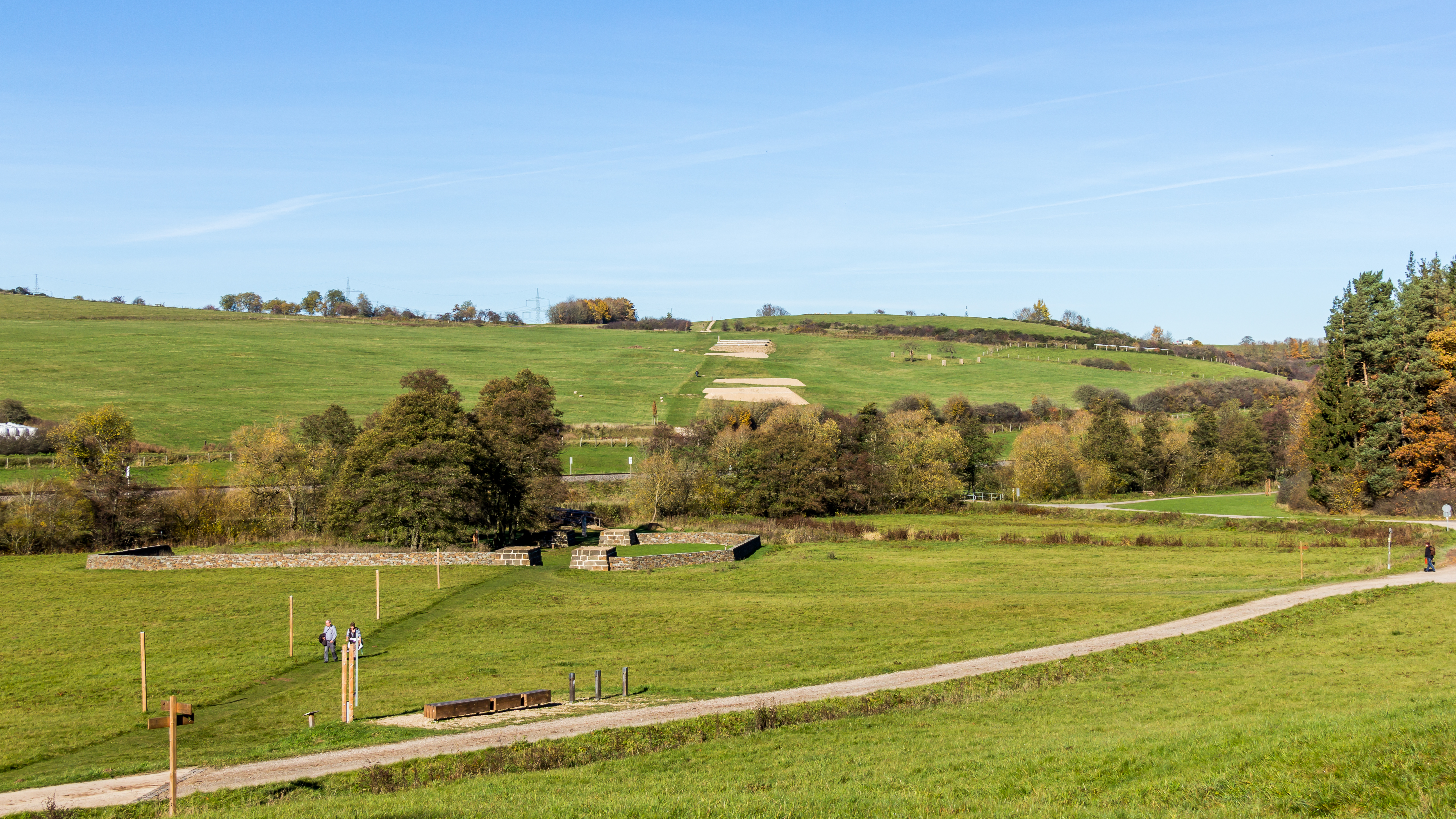
Naturschutzgebiet Urfttal mit Seitentälern südlich Nettersheim (November 2015)

Das Naturschutzgebiet Urfttal mit Seitentälern südlich Nettersheim liegt auf dem Gebiet der Gemeinde Nettersheim im Kreis Euskirchen in Nordrhein-Westfalen.
Das aus drei Teilflächen bestehende Gebiet erstreckt sich südlich des Kernortes Nettersheim und nördlich von Blankenheimerdorf entlang der Urft mit Seitentälern. Nordwestlich verläuft die Landesstraße L 205, westlich die L 204 und südlich die B 258/B 51.

## Bedeutung
Für Nettersheim ist seit 1984 ein 61,03 ha großes Gebiet unter der Kenn-Nummer EU-021 als Naturschutzgebiet ausgewiesen. Das Gebiet wurde unter Schutz gestellt, um den Lebensraum für viele nach der Roten Liste in Nordrhein-Westfalen gefährdete Tier- und Pflanzenarten zu erhalten.